# Don Candy
Donald William Candy, detto Don (Adelaide, 31 marzo 1929 – Adelaide, 14 giugno 2020), è stato un tennista e allenatore di tennis australiano.

## Carriera
Attivo principalmente negli anni 1950 ha raggiunto sette finali Slam nel doppio maschile conquistando il Roland Garros 1956 in coppia con Bob Perry. 
Ha dovuto competere nel periodo del boom del tennis australiano, la presenza dei futuri Hall of Famer Ken McGregor, Frank Sedgman, Lew Hoad, Ken Rosewall, Ashley Cooper e Rod Laver gli hanno impedito di rappresentare l'australia in Coppa Davis nonché di avere maggiori successi sul tour.
Per lungo tempo ha formato un forte team di doppio con il connazionale Mervyn Rose, insieme hanno raggiunto cinque finali Slam arrendendosi sempre all'incontro decisivo.
Terminata la carriera agonistica è rimasto nell'ambiente tennistico come allenatore, ha seguito fin da giovanissima la statunitense Pam Shriver aiutandola a conquistare importanti successi.
Nel 1974 viene assunto dai Baltimore Banners per allenare la squadra nella stagione inaugurale del World TeamTennis, tra i tennisti seguiti da Candy in questo periodo spicca il nome di Jimmy Connors che proprio nel 1974 avrà il suo anno migliore.

## Finali del Grande Slam

### Doppio

#### Vittorie (1)
| Anno | Torneo                    | Compagno  | Avversari in finale    | Risultato     |
| 1956 | Internazionali di Francia | Bob Perry | Ashley Cooper Lew Hoad | 7–5, 6–3, 6–3 |

#### Finali perse (6)
| Anno | Torneo                      | Compagno    | Avversari in finale        | Risultato            |
| 1951 | U.S. National Championships | Mervyn Rose | Ken McGregor Frank Sedgman | 8–10, 4–6, 6–4, 5–7  |
| 1952 | Australian Championships    | Mervyn Rose | Ken McGregor Frank Sedgman | 4–6, 5–7, 3–6        |
| 1953 | Australian Championships    | Mervyn Rose | Lew Hoad Ken Rosewall      | 11–9, 4–6, 8–10, 4–6 |
| 1956 | Australian Championships    | Mervyn Rose | Lew Hoad Ken Rosewall      | 8–10, 11–13, 4–6     |
| 1957 | Internazionali di Francia   | Mervyn Rose | Mal Anderson Ashley Cooper | 3–6, 0–6, 3–6        |
| 1959 | Australian Championships    | Bob Howe    | Rod Laver Robert Mark      | 7–9, 4–6, 2–6        |